# Unicum (licor)

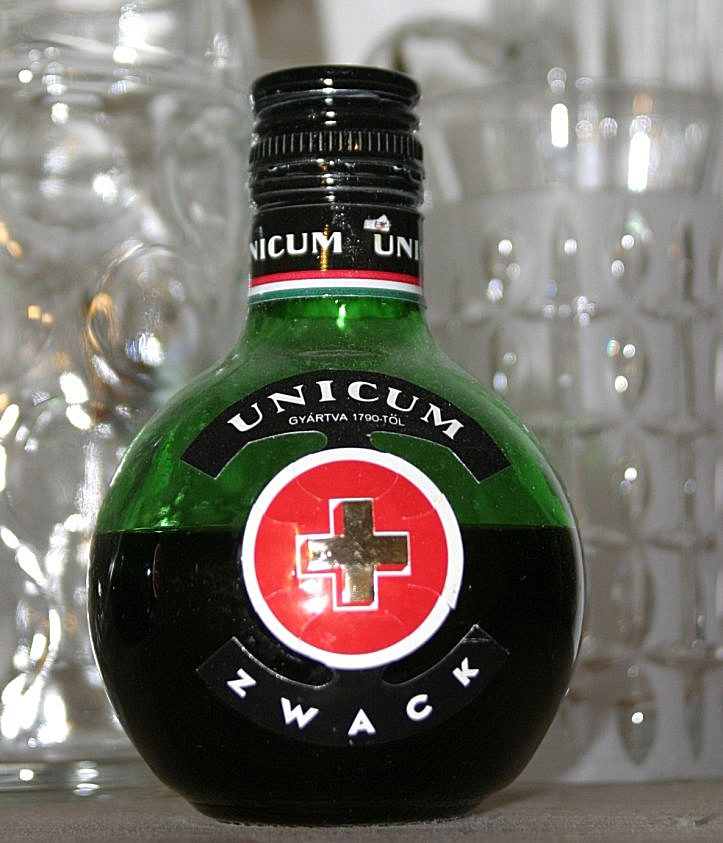
Ampolla d'Unicum mig plena.

Unicum és el nom d'un licor estomacal hongarès de la destil·leria Zwack.
El seu nom deriva de la suposada frase "Això és un Unicum!" exclamada per Josep II, emperador del Sacre Imperi Romanogermànic, arxiduc d'Àustria i rei d'Hongria, després que el doctor de la cort, el doctor Zwack, li receptés el licor com a remei l'any 1790.
El destil·lat a base de més de 40 herbes i arrels conté un 40% de volum d'alcohol. La temperatura òptima per beure'l és d'entre 8 °C i 10 °C.
La barreja d'herbes i arrels, que la família Zwack ha mantingut en secret durant més de 200 anys, es posa en remull en alcohol durant unes setmanes, a continuació es destil·la la solució i, finalment, la beguda s'envelleix en bótes de roure durant sis mesos abans de ser embotellada.

## Història[calcitació]
La destil·leria Zwack va ser fundada a Pest l'any 1840. L'any 1883 es va patentar l'ampolla esfèrica de vidre verd, amb la creu sobre el fons vermell, com es pot veure a la imatge superior. L'Unicum ja s'exportava amb èxit a tot l'Imperi Austrohongarès, França i Rússia. L'any 1890, degut a la gran demanda del destil·lat, van haver de construir una nova fàbrica al districte de Ferencváros, el novè districte de Budapest, on encara avui hi és. Aquesta fàbrica va haver de ser reconstruïda després de la Segona Guerra Mundial, i l'any 1948, sota el règim comunista, va ser nacionalitzada. Tanmateix, la família Zwack va mantenir en secret la seva recepta i en va donar una de falsa a la dictadura. En circumstàncies difícils, la família va aconseguir abandonar el país i fugir a Itàlia, des d'on van continuar elaborant el famós licor, però seguint la recepta original. Després de la Guerra Freda, Péter Zwack va aconseguir recomprar l'empresa. Des de la dècada del 1990, es comercialitza una nova variant del licor, anomenada Unicum Next, que, en contrast amb l'original, és més dolça.
A part de l'Unicum, l'empresa també elabora altres licors i brandis.

## Varietats
- Unicum "clàssic".
- Unicum Szilva, elaborat amb prunes i el més suau, amb un 34,5% de volum d'alcohol en comparació amb totes les altres varietats, que en tenen un 40%.
- Unicum Barista, elaborat amb cafè aràbica.

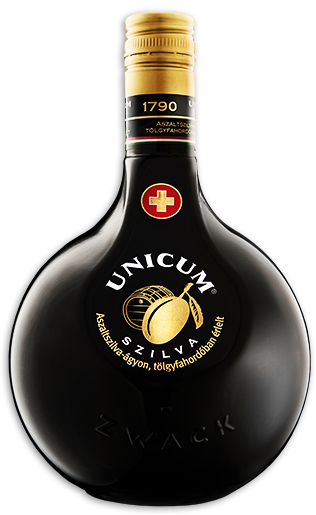
Unicum Szilva

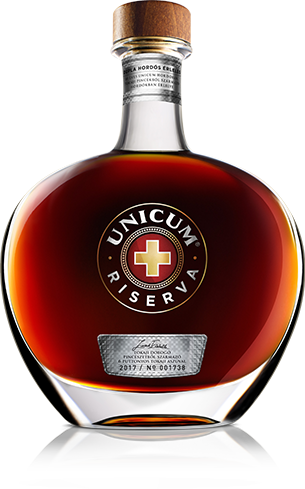
Unicum Riserva

- Unicum Riserva, envellit en bota.

## Premis[1]
- Premi BNV, 1991
- Premi Hungaropack, 1998
- Worldstar Winner, 1998
- Golden Leaf (per publicitat), Tòquio, 2000